# إليزابيث كورلي
إليزابيث كورلي (بالإنجليزية: Elizabeth Corley)‏ هي سيدة أعمال وكاتِبة بريطانية، ولدت في 19 أكتوبر 1956 في غرب ساسكس في المملكة المتحدة.